# Maurizio Agazzi
Maurizio Agazzi (Bergamo, 15 maggio 1970) è un alpinista italiano, noto come promotore e divulgatore delle Alpi Orobie.
Per la sua attività è stato insignito nel 2010 della Medaglia d'oro al valore atletico da parte del CONI di Bergamo.

## Biografia
Ha realizzato 12 progetti inediti compiendo più di mille ascensioni.
Nel 2002 realizza il progetto Grignetta, nell'anno 2003 nello spazio di soli 3 mesi sale 130 cime percorrendo oltre 80 000 metri di dislivello per festeggiare i primi 130 anni del CAI di Bergamo, nel 2004 è la volta del progetto "MAGA" Menna Arera Grem Alben concatenati per la prima volta in stile notturno, nel 2005 percorre in solitaria l'intero arco orobico nell'ambito del progetto legato alla raccolta di informazioni attinenti allo stato dei più importanti laghi alpini orobici. Un percorso lungo 300 km, 30 000 metri di dislivello, 50 vette raggiunte, 70 laghi visitati, 160 ore di marcia ininterrotta in 18 giorni consecutivi.
Nel 2006 percorre in Notturna l'intera Corona Alpina della Valle Imagna, è sempre dello stesso anno l'impresa “Passo dopo passo… un giro attraverso i valichi orobici” in collaborazione con L'eco di Bergamo, nel 2007 sale 153 Vette sopra i 2000 per festeggiare l'Atalanta e realizza il progetto "Da Bergamo a Lecco al limite del Cielo", nel 2008 conquista 1 milione di metri di dislivello saliti e scesi in 5 anni.
Il 2010 è l'anno della cavalcata tra monti e laghi, percorso di 80 km e 2 000 metri di dislivello in Val Cavallina, di questa impresa realizza un DVD, nell'agosto del 2011 in qualità di Testimonial UNICEF realizza il progetto "la Regina abbraccia l'UNICEF" con la collaborazione dei compagni Filippo Zaccaria, Luca Ricuperati e Guerino Comi posa la bandiera dell'UNICEF sulla cima della Presolana che diventa la prima vetta "vestita" del vessillo UNICEF.si

A gennaio del 2012 durante la manifestazione “Orobie Film Festival”, festival internazionale del documentario di montagna, il quarto DVD firmato da Maurizio e intitolato La Regina abbraccia l'UNICEF solleva responsi e critiche molto positive e durante la serata finale, la
commissione “Montagna Italia” conferisce a Maurizio il “Premio Montagna Italia 2012”. Prima di lui nomi e realtà dell'alpinismo assai notevoli come: Simone Moro, l'indimenticato Mario Merelli, Agostino Da Polenza, Marco Confortola, gli Scoiattoli di Cortina e i Ragni di Lecco.
Nel corso del 2015 dopo 5 anni di intensa attività   il primo alpinista al mondo a riuscire nell'impresa di scalare tutte le 520 vette comprese tra i 2 000 ed i 3 000 metri delle Prealpi e delle Alpi Orobie. Nella fase finale del progetto con la guida alpina Yuri Parimbelli apre nuove varianti su vette severe e poco frequentate come il Torrione Sant'Ambrogio, un enorme monolito alto più di 50 metri facente parte del Tre Signori. Assieme ripeteranno vie e traversate dell'arco orobico inesplorate da diversi anni.

## Opere
- Maurizio Agazzi, Avventure e concatenamenti nelle belle Orobie. Appunti per scalare 130 vette, Bergamo, Tera Mata, 2008.
- Maurizio Agazzi, DVD 153 cime - Highlights di un record.[6]
- Maurizio Agazzi Stefano Zonca, DVD "La Regina abbraccia l'UNICEF. Documentario, Bergamo, Avez Studio di Boltiere, 2011.
- Maurizio Agazzi, DVD Estate 2008 – Un milione di… Orobie, Bergamo, 2008.[7]
- Maurizio Agazzi, DVD Cavalcata tra monti e laghi, Bergamo, 2010.[8]
- Maurizio Agazzi Yuri Parimbelli, Lo scrigno delle Alpi Orobie. 84 itinerari per raccontare un sogno realizzato, Bergamo, OROS, 2025.

## Onorificenze
Boltiere - Benemerenza Civica comune di residenza
- 25 settembre 2011
 Bergamo Premio Montagna Italia 2012
- 28 gennaio 2012
 Bergamo Benemerenza CAI Bergamo
- 18 dicembre 2015
 Bergamo Benemerenza Provinciale alla memoria dell'Ing. Renato Stilliti 
- 29 settembre 2016 
Clusone - Premio Festival della montagna 2022
- 16 luglio 2022